# Goneng
Goneng is een bestuurslaag in het regentschap Bener Meriah van de provincie Atjeh, Indonesië. Goneng telt 79 inwoners (volkstelling 2010).